# Pedicellina cernua
Pedicellina cernua — вид внутрішньопорошицевих тварин родини Pedicellinidae. Це колоніальні організми, що поширені на півночі Атлантичного океану, в Арктичному океані та Середземному морі. Трапляється на глибині до 16 м. Кожний зооїд сягає 0,5 мм завдовжки.